# Roelie Potgieter
Roelie Potgieter (* 20. März 1980) ist ein ehemaliger südafrikanischer Kugelstoßer.

## Sportliche Laufbahn
Erste internationale Erfahrungen sammelte Roelie Potgieter 2003 bei der Sommer-Universiade in Daegu, bei der er mit einer Weite von 18,36 m den neunten Platz belegte. Anschließend nahm er erstmals an den Afrikaspielen in Abuja teil und klassierte sich dort mit 17,91 m auf dem vierten Platz. Zwei Jahre später erreichte er bei den Studentenweltspielen in Izmir mit 18,03 m Rang zehn und 2007 gewann er bei den Afrikaspielen in Algier mit 19,02 m die Silbermedaille hinter dem Ägypter Yasser Farag, ehe er bei der Sommer-Universiade in Bangkok mit 17,53 m auf Rang 15 gelangte. 2008 wurde er bei den Afrikameisterschaften in Addis Abeba mit 13,38 m Neunter und 2010 gewann er bei den Afrikameisterschaften in Nairobi mit einem Stoß auf 18,62 m die Silbermedaille hinter seinem Landsmann Burger Lambrechts. 2011 nahm er ein weiteres Mal an den Afrikaspielen in Maputo teil und gewann dort mit 18,68 m die Bronzemedaille hinter dem Ägypter Farag und seinem Landsmann Jaco Engelbrecht. 2013 beendete er bei den Südafrikanischen Meisterschaften in Stellenbosch mit 33 Jahren seine aktive Karriere.
2007, 2010 und 2011 wurde Potgieter südafrikanischer Meister im Kugelstoßen.

## Persönliche Bestleistungen
- Kugelstoßen: 19,42 m, 9. April 2011 in Durban